# AKMU
Cette page contient des caractères spéciaux ou non latins. S’ils s’affichent mal (▯, ?, etc.), consultez la page d’aide Unicode.
Akdong Musician (coréen : 악동 뮤지션), connu aussi sous le nom de AKMU, est un duo sud-coréen de K-pop. Formé en 2012, il est composé de Lee Chanhyuk et Lee Suhyun, frère et sœur. Ils sont les gagnants de la deuxième saison de l'émission de télé-réalité K-pop Star.

## Histoire

### Formation etK-pop Star 2(2012–2013)
Akdong Musician est composé de Lee Chanhyuk et Lee Suhyun qui vivaient avec leurs parents en Mongolie pendant près de deux ans avant leur retour en Corée du Sud pour poursuivre une carrière dans l'industrie musicale,. Les frères et sœurs, sous le nom d'Akdong Musician, ont fait partie de l'agence Proteurment. Dans le label, ils font plusieurs spectacles et publient une chanson appelée Galaxy, qui est ensuite utilisé comme bande-son pour la commercialisation du smartphone androïde Samsung Galaxy S4.
En août 2012, le duo participe aux auditions préliminaires de la saison 2 de l'émission de télé-réalité K-Pop Star, qui ont lieu à Jamsil Arena à Séoul. Ils réussissent leur audition et au premier tour de l'émission ils ont chanté une reprise du groupe Miss A, Breathe et une chanson originale Don't Cross Your Legs, attirant les éloges des trois juges de l'émission. Park Jin-young, fondateur et PDG de JYP Entertainment, a salué l’alchimie entre les frères et sœurs et la technique qu'ils avaient intégré dans leurs performances. La chanteuse BoA souligne et fait l'éloge sur les paroles de leur chanson originale, tandis que Yang Hyun-suk, fondateur et PDG de YG Entertainment, les a décrit comme « vrais artistes » parmi les personnes qui avaient auditionné pour l'émission. Le duo a continué à recevoir des notes positives des juges, avant leur deuxième performance dans le troisième tour. Les juges ont souligné que leur manque de confiance est la raison principale derrière leurs performances mitigées dans les tours suivants. En dépit de cela, ils ont finalement remporté la compétition face à Bang Ye-dam.
Certaines de leurs chansons originales réalisées pendant la compétition sont publiés sous LOEN Entertainment et sont bien accueillis. Leur single You Are Attractive publié le 12 décembre, se classe rapidement no 1 dans le classement musical Gaon Chart. Après la compétition, ils participent à des publicités et composé plusieurs chansons. Une de ces chansons est I Love You pour la série télévisée All About My Romance.
Le 24 mai 2013, un mois après avoir remporté K-Pop Star 2, le duo signent un contrat d'exclusivité avec YG Entertainment,.

### Débuts etPlay(2014–2017)
Le premier album de Akdong Musician, Play, sort numériquement le 7 avril 2014, et physiquement le 9 avril, neuf mois après avoir remporté K-Pop Star 2. L'album est constitué de onze chansons, toutes écrites et produites par Lee Chanhyuk. Il dispose d'un total de trois pistes de titre accompagné de trois clips différents, avec le troisième titre de la chanson déterminée par le ventilateur vote.  La première chanson, 200 %, est choisi par Yang Hyun-suk, et la deuxième chanson, Melted, est choisi par Akdong Musician. L'album est classé 2e sur le Billboard U.S. World Albums Chart. Leurs débuts sur scène se font dans la saison 3 de l'émission K-Pop Star le 6 avril.
Le 16 juin 2014, Akdong Musician participe dans le projet de YG Family pour la sortie d'une reprise de Eyes, Nose, Lips de Taeyang. Leur première tournée de concerts en direct, AKMU Camp, a lieu du 21 au 23 novembre au Blue Square Samsung Card Hall, Hannam-dong, à Séoul.
Le 10 octobre 2014, le duo sort un single numérique, Time and Fallen Leaves, écrite et composée par Lee Chanhyuk. Il devait être à l'origine faire partie d'une des pistes de leur premier album Play mais il ne peut sortir quand en octobre, car il convient mieux à la saison d'automne. Il est classé 1er dans le classement musical Gaon Chart lors de la deuxième semaine après sa sortie. Il fait également un « all-kill » en deux jours consécutifs, et est classé 1er sur neuf classements musicaux en temps réel,. Le 5 novembre 2014, il est révélé que Lee Suhyun ferait partie du sous-groupe Hi Suhyun avec Lee Hi. Leur premier single, I'm Different, sort numériquement le 11 novembre.
Le 5 juin 2017, Lee Su-hyun commence sa chaîne YouTube.

### Dernières activités (depuis 2019)
Chanhyuk a commencé son service militaire dans la marine et devrait le finir le 31 mai 2019. De temps en temps, il poste des photos de lui sur son instagram.

## Discographie

### Albums studio
- 2014 : Play
- 2017 : Winter
- 2019 : Sailing

### EP
- 2016 : Spring
- 2021 : Next Episode

### Singles
| Année | Titre                                                                                               | Meilleure position | Album               |
| Année | Titre                                                                                               | COR                | Album               |
| ----- | --------------------------------------------------------------------------------------------------- | ------------------ | ------------------- |
| 2014  | 200%                                                                                                | 1                  | Play                |
| 2014  | Melted (얼음들)                                                                                     | 5                  | Play                |
| 2014  | Give Love                                                                                           | 4                  | Play                |
| 2014  | Time and Fallen Leaves (시간과 낙엽)                                                                | 1                  | Non issu d'un album |
| 2016  | Re-Bye                                                                                              | 1                  | Spring (사춘기 상)  |
| 2016  | How People Move (사람들이 움직이는 게)                                                              | 3                  | Spring (사춘기 상)  |
| 2017  | Last Goodbye (오랜 날 오랜 밤)                                                                      | 2                  | Winter (사춘기 하)  |
| 2017  | Reality (리얼리티)                                                                                  | 17                 | Winter (사춘기 하)  |
| 2017  | Dinosaur                                                                                            | 6                  | Summer Episode      |
| 2017  | My Darling                                                                                          | 22                 | Summer Episode      |
| 2019  | How Can I Love the Heartbreak, You're the One I Love (어떻게 이별까지 사랑하겠어, 널 사랑하는 거지) | 1                  | Sailing (항해)      |
| 2020  | Happening                                                                                           | 17                 | Non issu d'un album |
| 2021  | Nakka (낙하) (avec IU)                                                                              | 1                  | Next Episode        |
| 2023  | Love Lee                                                                                            | 1                  | Non issu d'un album |

### Autres chansons classées
| Année                       | Titre                                  | Classement       | Exemplaires vendus  | Album promu                             |
| Année                       | Titre                                  | Gaon Music Chart | Exemplaires vendus  | Album promu                             |
| --------------------------- | -------------------------------------- | ---------------- | ------------------- | --------------------------------------- |
| 2012                        | Don't Cross Your Legs (다리꼬지마)     | 2                | - KOR: 1,241,714+   | K-pop Star 2: Don't Cross Your Legs     |
| 2012                        | You are Attractive (매력있어)          | 1                | - KOR: 1,036,964+   | K-pop Star Season 2: You are Attractive |
| 2013                        | Is It Ramen? (라면인건가)              | 3                | - KOR: 814,844+     | K-pop Star Season 2 Top 10 Part 1       |
| 2013                        | Crescendo                              | 1                | - KOR: 1,278,263+   | K-pop Star Season 2 Top 6               |
| 2013                        | Love in the Milky Way Cafe             | 11               | - KOR: --           | K-pop Star Season 2 Top 4               |
| 2013                        | Foreigner's Confession (외국인의 고백) | 4                | - KOR: 914,179+     | K-pop Star Season 2 Top 3 Part 2        |
| 2013                        | Officially Missing You                 | 11               | - KOR: 580,075+(DL) | K-pop Star Season 2 Top 2 Special       |
| 2013                        | I Love You                             | 3                | - KOR: 1,131,136+   | All About My Romance OST Part 3         |
| 2013                        | Bean Ice Flakes with Rice Cake         | 4                | - KOR: 758,794+     | Bean Ice Flakes with Rice Cake          |
| 2014                        |                                        |                  |                     |                                         |
| Artificial Grass (인공잔디) | 7                                      | - KOR: 437,530+  | Play                |                                         |
| On the Subway (지하철에서)  | 8                                      | - KOR: 413,569+  | Play                |                                         |
| Little Star (작은별)        | 9                                      | - KOR: 403,293+  | Play                |                                         |
| Don't Hate Me (안녕)        | 10                                     | - KOR: 323,101+  | Play                |                                         |
| Galaxy                      | 11                                     | - KOR: 336,140+  | Play                |                                         |
| Anyway (길이나)             | 12                                     | - KOR: 329,603+  | Play                |                                         |
| Hair Part (가르마)          | 13                                     | - KOR: 297,270+  | Play                |                                         |
| Idea (소재)                 | 14                                     | - KOR: 279,481+  | Play                |                                         |